# Asarkina africana
Asarkina africana là một loài ruồi trong họ Ruồi giả ong (Syrphidae). Loài này được Bezzi mô tả khoa học đầu tiên năm 1908. Asarkina africana phân bố ở vùng Châu Phi